# Hojo Yasutoki

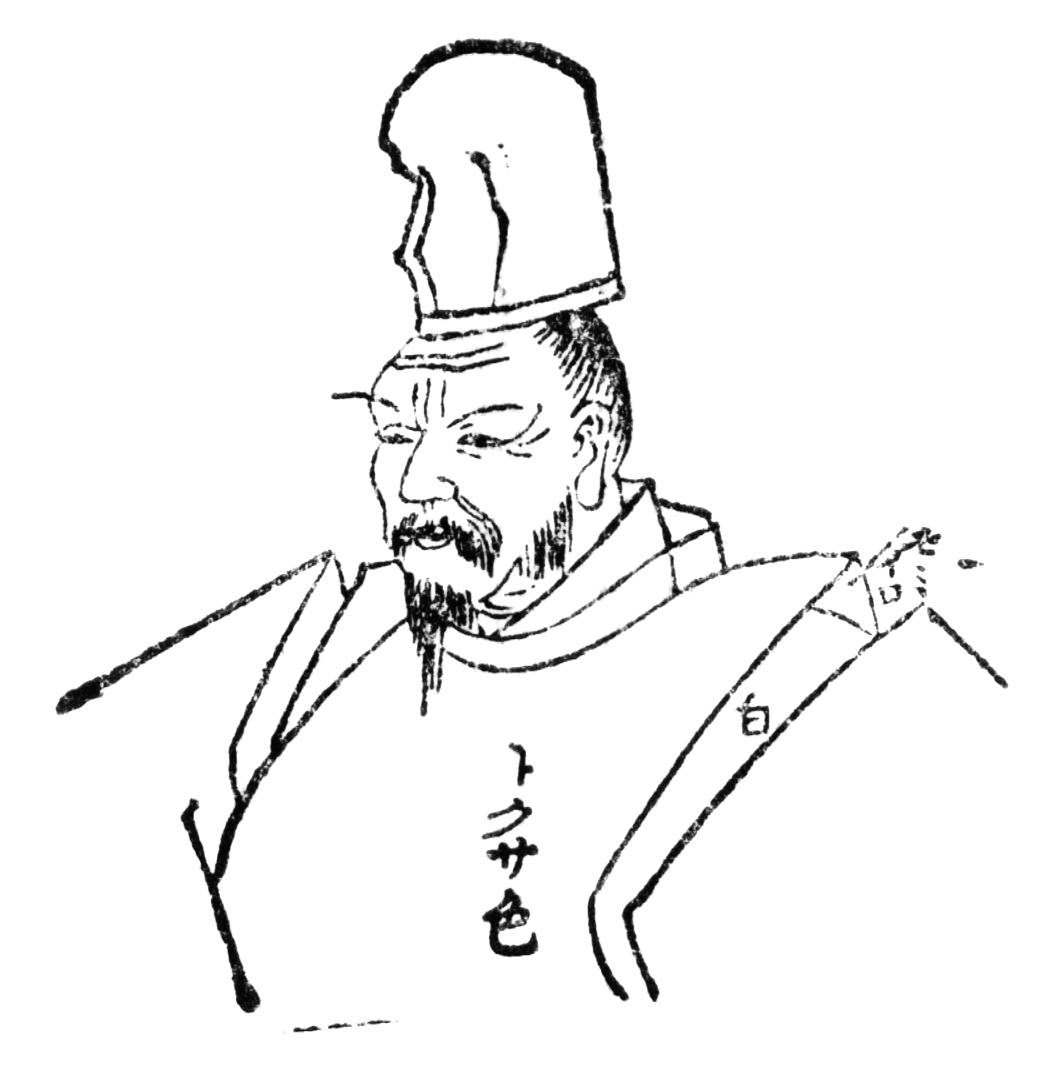

Hojo Yasutoki (Japans: 北条 泰時) (1183 - 1242) van de Hojo-clan was de derde shikken (regent) van het Japanse Kamakura-shogunaat en heerste van 1224 tot 1242. Hij was de oudste zoon van de tweede shikken Hojo Yoshitoki. Yasutoki zou de positie van het regentschap versterken.  
In 1218 werd Yasutoki hoofd (betto) van het militaire departement (samurai dokoro). Tijdens de Jokyuoorlog in 1221, leidde hij de troepen van het shogunaat tegen het keizerlijkhof in Kioto. Na zijn overwinning bleef hij in Kioto en richtte de Rokuhara Tandai op. Yasutoki en zijn oom Tokifusa werden de eerste tandai.
Na de dood van zijn vader Yoshitoki in 1224 volgde hij deze op als shikken en tokuso (hoofd van de Hojo-clan).  Na de dood van zijn tante Hojo Masako in 1225 had hij de volledige macht in handen. Zijn zoon Hojo Tokiuji volgde hem op als kitakata rokuhara tandai. 
In 1225 stelde hij zijn oom Tokifusa aan als eerste rensho (assistent van de shikken). In datzelfde jaar creëerde hij de Hyojo (評定), de raad van het shogunate. In 1232 vaardigde hij de Goseibai Shikimoku uit, het wetsysteem van het shogunaat. 
Yasutoki stierf in 1242. Hij werd opgevolgd als shikken en tokuso door zijn kleinzoon Tsunetoki.